# Мостафа Фатхі
Мостафа Фатхі (араб. مصطفى فتحي, масрі مصطفى فتحى, нар. 25 лютого 1994, Ель-Мансура) — єгипетський футболіст, півзахисник клубу «Пірамідс».
Виступав, зокрема, за «Замалек» та національну збірну Єгипту.
Чемпіон Єгипту. Чотириразовий володар Кубка Єгипту. Дворазовий володар Суперкубка Єгипту. Володар Кубка конфедерації КАФ. Володар Суперкубка КАФ.

## Клубна кар'єра
Народився 25 лютого 1994 року в місті Ель-Мансура.
У дорослому футболі дебютував 2013 року виступами за команду «Замалек», у якій провів чотири сезони, взявши участь у 83 матчах чемпіонату. Більшість часу, проведеного у складі каїрського «Замалека», був основним гравцем команди.
Потім виступав за команди «Ат-Таавун» та «Смуха» на правах оренди.
До складу клубу «Пірамідс» приєднався 2022 року. Станом на 31 січня 2024 року відіграв за каїрську команду 38 матчів в національному чемпіонаті.

## Виступи за збірні
У 2014 році залучався до складу молодіжної збірної Єгипту. На молодіжному рівні зіграв у 3 офіційних матчах, забив 1 гол.
У 2015 році дебютував в офіційних матчах у складі національної збірної Єгипту.
У складі збірної був учасником Кубка африканських націй 2023 року у Кот-д'Івуарі.
| Дата       | Місто                   | Господарі  | Результат               | Гості             | Турнір                                        | Голи | Примітки |
| ---------- | ----------------------- | ---------- | ----------------------- | ----------------- | --------------------------------------------- | ---- | -------- |
| 14-6-2015  | Александрія             | Єгипет     | 3 – 0                   | Танзанія          | Відбір до Кубка африканських націй 2017       | -    | 83'      |
| 17-11-2015 | Александрія             | Єгипет     | 4 – 0                   | Чад               | Відбір до ЧС 2018                             | -    | 75'      |
| 27-1-2016  | Асуан                   | Єгипет     | 0 – 1                   | Йорданія          | товариський матч                              | -    |          |
| 27-2-2016  | Александрія             | Єгипет     | 2 – 0                   | Буркіна-Фасо      | товариський матч                              | -    | 54'      |
| 30-8-2016  | Александрія             | Єгипет     | 1 – 1                   | Гвінея            | товариський матч                              | -    | 61'      |
| 6-9-2016   | Асаба                   | ПАР        | 1 – 0                   | Єгипет            | товариський матч                              | -    | 90+1'    |
| 28-3-2017  | Александрія             | Єгипет     | 3 – 0                   | Того              | товариський матч                              | -    | 59'      |
| 11-6-2017  | Радес                   | Туніс      | 1 – 0                   | Єгипет            | Відбір до Кубка африканських націй 2019       | -    | 73'      |
| 29-3-2021  | Каїр                    | Єгипет     | 4 – 0                   | Коморські Острови | Відбір до Кубка африканських націй 2021       | -    | 78'      |
| 30-9-2021  | Александрія             | Єгипет     | 2 – 0                   | Ліберія           | товариський матч                              | -    | 46'      |
| 16-11-2021 | Александрія             | Єгипет     | 2 – 1                   | Габон             | Відбір до ЧС 2022                             | -    | 57'      |
| 1-12-2021  | Доха                    | Єгипет     | 1 – 0                   | Ліван             | Кубок Арабії FIFA 2021 - 1-й етап]]           | -    | 46'      |
| 4-12-2021  | Доха                    | Судан      | 0 – 5                   | Єгипет            | Кубок Арабії FIFA 2021 - 1-й етап]]           | -    | 60' 75'  |
| 7-12-2021  | Ель-Вакра (місто)       | Алжир      | 1 – 1                   | Єгипет            | Кубок Арабії FIFA 2021 - 1-й етап]]           | -    | 9'       |
| 11-12-2021 | Ель-Вакра (місто)       | Єгипет     | 3 – 1 д.ч.              | Йорданія          | Кубок Арабії FIFA 2021 - чвертьфінал]]        | -    | 72'      |
| 15-12-2021 | Доха                    | Туніс      | 1 – 0                   | Єгипет            | Кубок Арабії FIFA 2021 - півфінал]]           | -    | 69'      |
| 18-12-2021 | Доха                    | Єгипет     | 0 – 0 д.ч. (4 – 5 п.п.) | Катар             | Кубок Арабії FIFA 2021 - матч за 3-тє місце]] | -    | 91'      |
| 28-3-2023  | Лілонгве                | Малаві     | 0 – 4                   | Єгипет            | Відбір до Кубка африканських націй 2023       | -    | 56'      |
| 14-6-2023  | Марракеш                | Гвінея     | 1 – 2                   | Єгипет            | Відбір до Кубка африканських націй 2023       | -    | 90+1'    |
| 18-6-2023  | Каїр                    | Єгипет     | 3 – 0                   | Південний Судан   | товариський матч                              | 1    |          |
| 8-9-2023   | Каїр                    | Єгипет     | 1 – 0                   | Ефіопія           | Відбір до Кубка африканських націй 2023       | 1    | 77'      |
| 12-9-2023  | Каїр                    | Єгипет     | 1 – 3                   | Туніс             | товариський матч                              | -    | 64'      |
| 12-10-2023 | Аль-Айн                 | Єгипет     | 1 – 0                   | Замбія            | товариський матч                              | -    | 90+12'   |
| 16-11-2023 | Каїр                    | Єгипет     | 6 – 0                   | Джибуті           | Відбір до ЧС 2026                             | -    | 81'      |
| 18-1-2024  | Абіджан                 | Єгипет     | 2 – 2                   | Гана              | Кубок африканських націй 2023 - 1-й етап      | -    | 45+2'    |
| 22-1-2024  | Абіджан                 | Кабо-Верде | 2 – 2                   | Єгипет            | Кубок африканських націй 2023 - 1-й етап      | -    | 83'      |
| 28-1-2024  | Сан-Педро (Кот-д'Івуар) | Єгипет     | 1 – 1 д.ч. (7 - 8 п.п.) | ДР Конго          | Кубок африканських націй 2023 - 1/8 фіналу    | -    | 90'      |
| Усього     |                         | Матчів     | 27                      |                   | Голів                                         | 2    |          |

## Титули і досягнення
- Чемпіон Єгипту (1):

«Замалек»: 2014-2015
- Володар Кубка Єгипту (4):

«Замалек»: 2013-2014, 2014-2015, 2015-2016, 2018-2019
- Володар Суперкубка Єгипту (2):

«Замалек»: 2017, 2019
- Володар Кубка конфедерації КАФ (1):

«Замалек»: 2018-2019
- Володар Суперкубка КАФ (1):

«Замалек»: 2020